# Celosia acroprosodes
Celosia acroprosodes är en amarantväxtart som beskrevs av Ferdinand von Hochstetter, John Gilbert Baker och Charles Baron Clarke. Celosia acroprosodes ingår i släktet celosior, och familjen amarantväxter. Inga underarter finns listade i Catalogue of Life.